# Oveja ojinegra de Teruel
La ojinegra de Teruel es una raza ovina autóctona española originaria de la provincia de Teruel, en Aragón. También está presente en la provincia de Castellón, donde se le denomina fardosca, así como en la provincia de Tarragona, donde se le llama serranet. En el Catálogo Oficial de Razas de Ganado de España, del Ministerio de Agricultura, Pesca y Alimentación está inscrita como raza de fomento.
Pertenece al tronco entrefino, y a menudo es confundida con la raza ojalada originaria de Castilla y León, por la pigmentación centrífuga en color negro que comparten, alrededor de los ojos, hocico, orejas y pezuñas, al igual que las razas xisqueta y montesina. Esto se debe a que todas ellas comparten ancestros comunes.
Se trata de animales de perfil subconvexo, de proporciones alargadas y tamaño medio, vellón de lana blanca entrefina con la pigmentación centrífuga de color negro alrededor de ojos, punta de las orejas, morro y parte distal de las extremidades. Están muy adaptados a las duras condiciones meteorológicas de la zona, en la que predominan las temperaturas muy bajas en invierno y tienen escasas lluvias durante todo el año. Su explotación se destina principalmente a la producción de carne, que se comercializa bajo la IGP Ternasco de Aragón.